# Gustave Demartres
Gustave Léon Demartres, né le 18 mai 1848 à Paris et mort le 11 juillet 1919 à La Madeleine, est un mathématicien, professeur à la faculté des sciences de Lille, dont il devient doyen. Il est spécialiste de géométrie différentielle.

## Biographie
Professeur de collège, Gustave Demartres  est reçu à la licence de mathématiques et vient suivre à Paris les cours de Gaston Darboux, en particulier. Agrégé de mathématiques en 1878, il devient professeur de lycée à Rennes et chargé de conférences à la faculté des sciences. Pendant cette période, il prépare un doctorat en mathématiques, qu'il soutient à la faculté des sciences de Paris en 1885, avec une thèse « Sur les surfaces à génératrice circulaire ».
D'abord chargé de cours de mécanique rationnelle à la faculté des sciences de Montpellier, il devient chargé de cours de calcul différentiel et intégral à la Faculté des sciences de Lille en novembre 1886, puis titulaire de la chaire de calcul différentiel et intégral le premier mars 1888.
Entre 1888 et 1894, il est doyen de la Faculté des sciences de Lille, succédant à Charles Viollette et Joseph Boussinesq. Il enseigne aussi à l'Institut industriel du Nord (École centrale de Lille).
Il est inhumé au cimetière du Père-Lachaise (44e division).

## Sélection de publications
- Gustave Demartres, « Sur les surfaces à génératrice circulaire », Annales scientifiques de l'École normale supérieure, 3e série, vol. 2,‎ 1885, p. 123-182 (lire en ligne).
- Gustave Demartres, Cours de calcul différentiel & intégral : professé par M. Demartres, rédigé par M. Lunot, Lille, G. Janny, coll. « Institut industriel du Nord de la France », 1909 (BNF 32014201)
- Gustave Demartres (préf. Paul Appell), Cours de géométrie infinitésimale, Paris, Gauthier-Villars, 1913, 456 p., In-8° (BNF 32014202, présentation en ligne)
- Gustave Demartres, Sur certaines familles de courbes orthogonales et isothermes, Lille, Université de Lille, 1901 (BNF 30321401)
- Gustave Demartres, Cours d'analyse, professé par M. Demartres et rédigé par M. E. Lemaire., I. Fonctions de variables réelles ; II. Propriétés des fonctions analytiques, Paris, A. Hermann, 1892 (BNF 30784004)
- Gustave Demartres (préf. Paul Appell), Cours de géométrie infinitésimale, Paris, Gauthier-Villars, 1913 (BNF 32014202)

## Distinction
Demartres est nommé chevalier de la Légion d'honneur à titre posthume en septembre 1923